# Sweet Evil Sun
| Оценки критиков    | Оценки критиков |
| Источник           | Оценка          |
| ------------------ | --------------- |
| Blabbermouth       | 8/10            |
| Laut.de            | [ 5 ]           |
| Metal Forces       | 8.5/10          |
| Metal Hammer (GER) | 7/7             |
| Metal Hammer (UK)  | [ 8 ]           |
| Metal Injection    | 8/10            |
| Metal Storm        | 8.2/10          |
| Metal.de           | 7/10            |
| MetalSucks         | [ 12 ]          |
| Powermetal.de      | 6.5/10          |

Sweet Evil Sun (с англ. — «Прекрасное злое Солнце») — тринадцатый студийный альбом шведской дум-метал-группы Candlemass. Это второй альбом группы с вокалистом Йоханом Ланквистом после его возвращения в 2018 году.

## Критика
В целом альбом получил положительные отзывы. Рецензент Джей Горанья из Blabbermouth указал на то, что «учитывая, насколько захватывающе и жизненно звучит Sweet Evil Sun, поклонники дума должны радоваться тому, что Candlemass продолжают выпускать сильный и актуальный материал. Это не Epicus Doomicus Metallicus, но Sweet Evil Sun — это все, что нужно фанатам дума и Candlemass прямо сейчас». А обозреватель Omne Metallum из Metal Storm заявляет, что «хотя будущее мрачно, оно, безусловно, светло для тех, кто поставляет дум».
Изданиями Brave Words & Bloody Knuckles и Consequence of Sound Sweet Evil Sun был признан одним из лучших метал-альбомов 2022 года.

## Список композиций
Слова и музыка всех песен — написаны Лейфом Эдлингом.
| №                   | Название                             | Длительность |
| ------------------- | ------------------------------------ | ------------ |
| 1.                  | «Wizard of The Vortex»               | 6:02         |
| 2.                  | «Sweet Evil Sun»                     | 3:40         |
| 3.                  | «Angel Battle»                       | 6:29         |
| 4.                  | «Black Butterfly»                    | 5:46         |
| 5.                  | «When Death Sighs»                   | 5:59         |
| 6.                  | «Scandinavian Gods»                  | 4:36         |
| 7.                  | «Devil Voodoo»                       | 7:36         |
| 8.                  | «Crucified»                          | 6:24         |
| 9.                  | «Goddess»                            | 6:07         |
| 10.                 | «A Cup of Coffin» (инструментальная) | 1:12         |
| Общая длительность: | Общая длительность:                  | 53:51        |

## Участники записи
| - Йохан Ланквист — вокал - Ларс Юханссон — соло-гитара - Матс «Маппэ» Бьоркман — ритм-гитара - Лейф Эдлинг — бас-гитара - Ян Линд — ударные | - Дженни-Энн Смит — вокал (трек 5) - Кеннет Энгер — текст (трек 3) - Стефан Никвист — бэк-вокал - Карл Уэстхолм — клавишные - Рикард Нильсон — клавишные | - Маркус Джиделл — продюсер, запись - Ронни Лахти — микширование - Патрик Энгел — мастеринг - Эрик Рованперя — дизайн обложки - Линда Окерберг — фотографии - Беатрис Эдлинг — макет |

## Интересные факты
- Обложка альбома, возможно, изображает символ бога лжи Цирика из настольной ролевой игры Dungeons & Dragons (сеттинг «Forgotten Realms»), символ которого в Книге Игрока описывается как белый череп без нижней челюсти в окружении чёрных или фиолетовых лучей.